# Crohn-Kraton

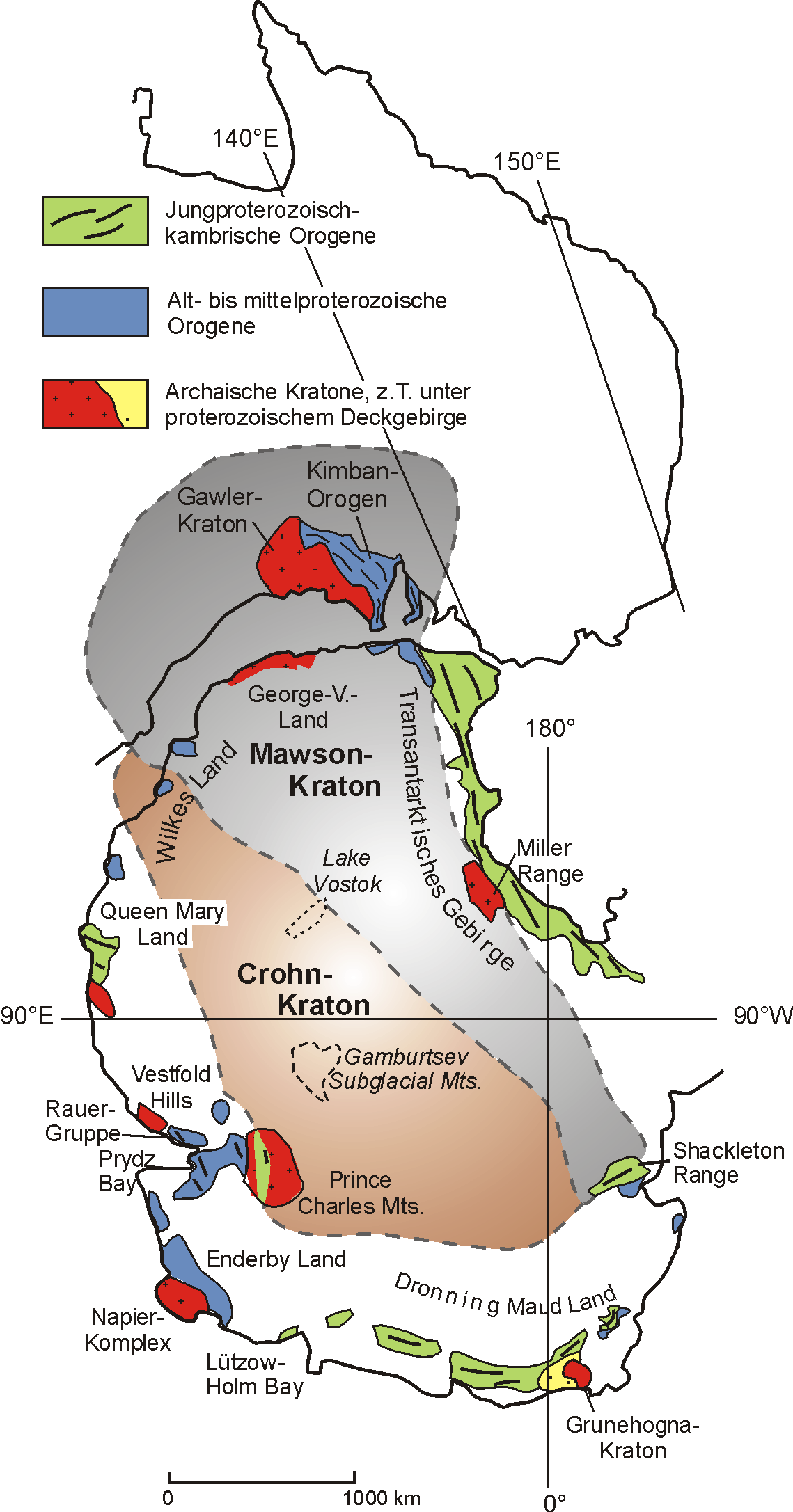
Rekonstruktion des Mawson-Kratons mit dem angrenzenden Crohn-Kraton

Der Crohn-Kraton ist ein ostantarktischer Kraton, der weitgehend unter dem antarktischen Eisschild verborgen ist. Nur geringe Aufschlüsse treten im Königin-Marie-Land und in südlichsten Bereichen der südlichen Prince Charles Mountains zu Tage. Seine frühesten Protolithe (Ausgangsgesteine) kristallisierten um 3390 mya aus. Es wird vermutet, dass der Kraton im Osten durch die Geosutur des antarktischen Ast der Pinjarra-Orogenese und im Westen durch den Verlauf eines spätmesozoischen passiven Kontinentalrandes definiert sind, die in der Shackleton Range und den Prince Charles Mountains identifiziert wurden.

## Namensgebung
Dieser Kraton wurde 2011 von dem australischen Geologen Steven Boger zu Ehren von Peter Crohn benannt. Er war ein Geologe und Mitglied der australischen Expedition von 1954, die die australische Mawson-Station gründete. Er war auch einer der Expeditionsteilnehmer, die im Winter 1954 zum ersten Mal die Prince Charles Mountains besuchten. Dieser Bereich stellt eine der Hauptregionen dar, in denen Gesteine des Crohn-Kratons freigelegt sind.

## Erdgeschichtlicher Rahmen

Hypothetische Paläogeographie Columbias
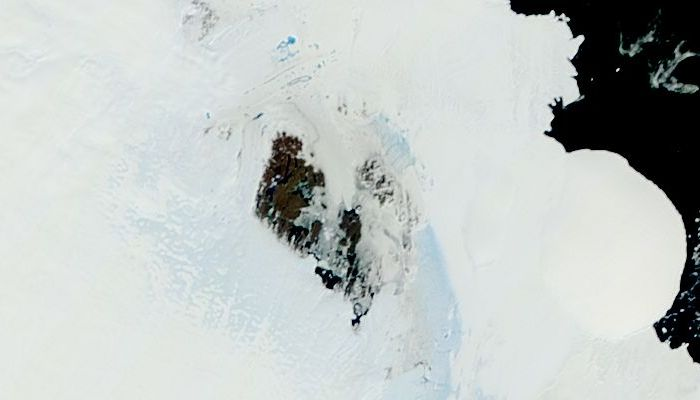
MODIS-Satellitenaufnahme der Bunger Hills

Seit der Formierung des Superkontinents Columbias waren ab ca. 2000 mya u. a. der damalige südliche Bereich Australien (Nordaustralien) und Ostantarktika tektonisch miteinander verbunden. Ab 1730 mya führten die Nimrod- und Kimban-Orogenese zur Bildung des Mawson-Kratons am seinerzeitigen östlichen Rand Ostantarktikas. Der westliche Rand des Mawson-Kartons entwickelte sich während der Kararan-Orogenese ab 1570 mya. Eine Drehung Nordaustraliens bzw. des Yilgarn-Kratons führte zwischen 1350 und 1140 mya zur Entstehung des Albany-Fraser-Orogens zwischen den beiden Kontinentalplatten. Entlang der Darling Fault (Verwerfung) öffnete sich ein Grabenbruch oder ein Seebecken zwischen dem Yilgarn-Kraton und Ostantarktika. Die Darling Fault verlief am Westrand des Yilgarn-Kratons und setzte sich weiter südlich fort zwischen den ostantarktischen Bunger Hills und dem Scott-Gletscher einerseits und dem Denman-Gletscher andererseits. Sie trennte die Obruchev Hills von den Bunger Hills. Auch trennte sie westliche Teile des Albany-Fraser-Orogens und des Coompana-Blocks ab, deren Größen jedoch unbekannt sind. Der Coompana-Block bildete den westlichen Rand des Mawson-Kratons (siehe auch → Mawson-Kraton).
Mit der Schließung des Grabenbruchs bildete sich zwischen 1080 und 1060 mya das Pinjarra-Orogen. Dieser Zeitraum entspricht einem Zyklus der Grenville-Orogenese, die mit zur Formierung des Superkontinents Rodinias führte. Es unterteilt Ostgondwana in australisch-antarktische und indo-antarktische Gebiete. Der Verlauf des Pinjarra-Orogens unter der ostantarktischen Eisdecke ist unbekannt bzw. umstritten. Vermutlich hat es aber eine ähnliche Breite und Länge wie das Ostafrikanische Orogen und muss eine grundlegende neoproterozoische Grenze gewesen sein, die für die Entstehung und Auflösung des Superkontinents Gondwanas von entscheidender Bedeutung war.
Die ostantarktischen Gesteine westlich des Pinjarra-Orogens zeigen eine Affinität zu Vorkommen in Südaustralien, während sie auf der östlichen Seite keine eindeutige Verwandtschaft mit den gegenwärtig nächsten Nachbarn in Antarktika aufweisen. Sie werden dem Crohn-Kraton zugeordnet.

## Vorkommen und Gesteine
Der Großteil des Crohn-Kratons liegt derzeit unter dem antarktischen Eisschild verborgen. Daher sind seine Größe, Form und Geologie weitgehend unbekannt. Es wird vermutet, dass der Kraton im Osten durch die Geosutur des antarktischen Ast der Pinjarra-Orogens begrenzt ist. Dessen Gesteine wurden ab 1080 mya einer hochgradigen Metamorphose unterzogen mit Ausbildung von Granulit-Fazies. Dieser Zeitraum fällt in die Entwicklungsphase des Superkontinents Rodinia. Im Westen wird der Verlauf eines spätmesozoischen passiven passiven Kontinentalrandes angenommen, der in der Shackleton Range und den Prince Charles Mountains identifiziert wurde. Der Crohn-Kraton nimmt wahrscheinlich etwa ein Drittel des subglazialen Bereichs Ostantarktikas ein.

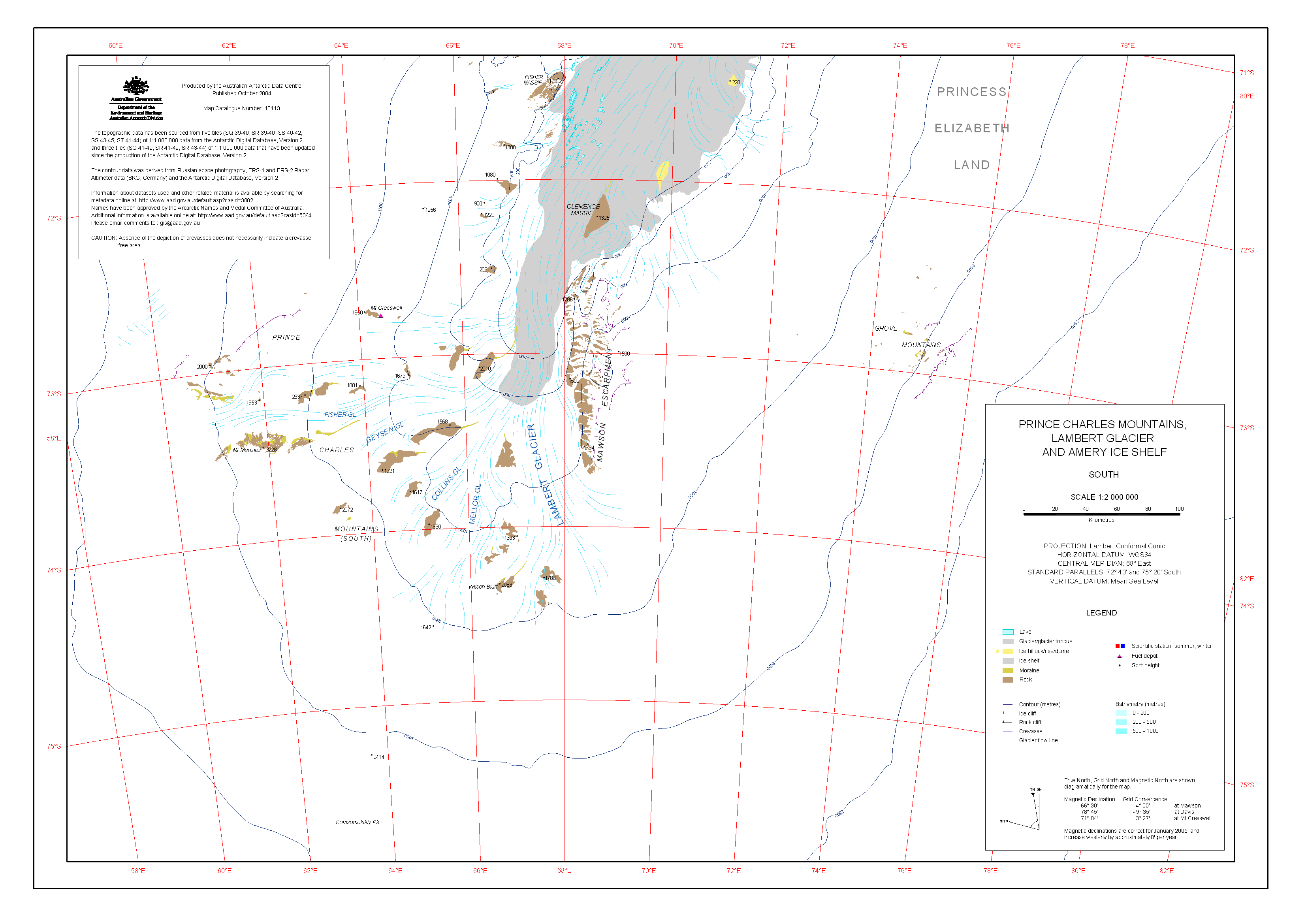
Karte der Prince Charles Mountains mit dem Lambertgletscher und Amery-Schelfeis

Die Hauptaufschlussgebiete des Crohn-Kraton bestehen aus den begrenzten Vorkommen westlich des Scott-Gletschers im Königin-Marie-Land und den südlichsten Aufschlüssen in den südlichen Prince Charles Mountains. Die Aufschlüsse des Scott-Gletschers bestehen aus zwei zeitlich getrennten Vorkommen archaischer Orthogneise. Das ältere datiert auf 3005 mya und wurde um 2890 mya metamorph überprägt. Diese Gesteinsumgestaltung erfolgte vor der Bildung der jüngeren Suite, die um 2640 mya alt ist. In den südlichen Prince Charles Mountains wird der Crohn-Kraton sowohl durch den deformierten archaischen Grundgebirgskomplex der Ruker-Provinz als auch durch eine Reihe jüngerer diskordanter (unregelmäßiger) Deckschichtsequenzen definiert.
Die Entwicklung der kratonisierten Ruker-Provinz kann bis zu ca. 3900 mya zurückverfolgt werden. Die frühesten Protolithe (Ausgangsgesteine) kristallisierten um 3390 mya aus. Aus ihnen bildete sich das granitisch-orthogneisische Grundgebirge der südlichen Prince Charles Mountains, das von einer mächtigen Sequenz Metasedimente überlagert wurde.
Die aus der Eisbedeckung ragenden Berge und Felsformationen der Ruker-Provinz bilden die südlichen Prince Charles Mountains. Sie schließen an die südlichen Bereiche der nördlichen Prince Charles Mountains mit der Rayner-Provinz an. Der in Richtung des Kontinentalrandes verlaufende Lambert Graben teilt die Ruker-Provinz in zwei Terrane, das Ruker-Terran und das Lampert-Terran. Sie befinden sich im Mac-Robertson-Land, das Lambert-Terran kann auch dem Prinzessin-Elisabeth-Land zugeordnet werden. Letzteres schließt nordöstlich an das Ruker-Terran an.
Die Obruchev Hills, die von der Darling Fault von den Bunger Hills getrennt wurden, bestehen wie Bunger Hills überwiegend aus felsischen Orthogneisen mit einer zu Granulit-Fazies metamorphen Überprägung sowie untergeordneten mafischen Granuliten und Paragneisen. Außerdem zeigen sie deutliche geochronologische Ähnlichkeiten mit dem Albany-Fraser-Orogen.

## Geomorphologische Besonderheiten
Im Crohn-Kraton befinden sich die bemerkenswerten geomorphologische Objekte des Gamburzew-Gebirge und des Wostoksee.
- Das Gamburzew-Gebirge ist ein völlig unter dem Eisschild verborgener, rund 300.000 km² umfassender Gebirgszug von etwa 1200 Kilometern Länge mit höchsten Erhebungen von ca. 3000 Metern. Es liegt unter dem ostantarktischen Hochplateau in der Nähe seines höchsten Punkts, des Dome A in der Mitte der Ostantarktis. Da die mächtige Eisbedeckung, die sich vor rund 35 mya bildete, keine direkte Beprobung zulässt, wurden mittels aus von Flugzeug durchgeführten verschiedenen Fernerkundungsmethoden durchgeführt. Es konnte ein stark zerklüftetes Gebirge entdeckt werden, das mutmaßlich infolge der Kollision von zwei Lithosphärenplatten entstand. Diese könnte entweder während der Pinjarra-Orogenese oder im Rahmen der Formierung Rodinias ab ca. 1000 mya erfolgt sein. Eine anderweitig postulierte nachfolgende Erosion und die ab ca. 250 mya angenommenen vielfältigen tektono-thermischen Prozesse wurden mit diesen Messungen nicht bestätigt.[10]

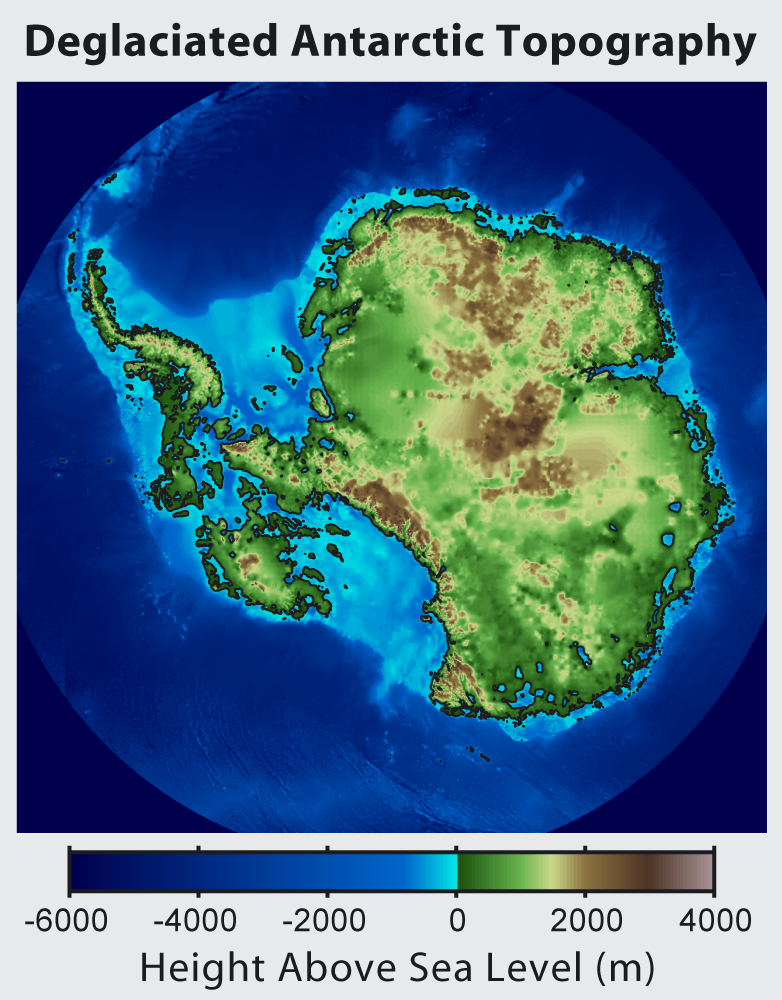
Topographische Karte Antarktikas nach Entfernung der Eisdecke, dessen isostatische Auswirkung und des Meeresanstiegs
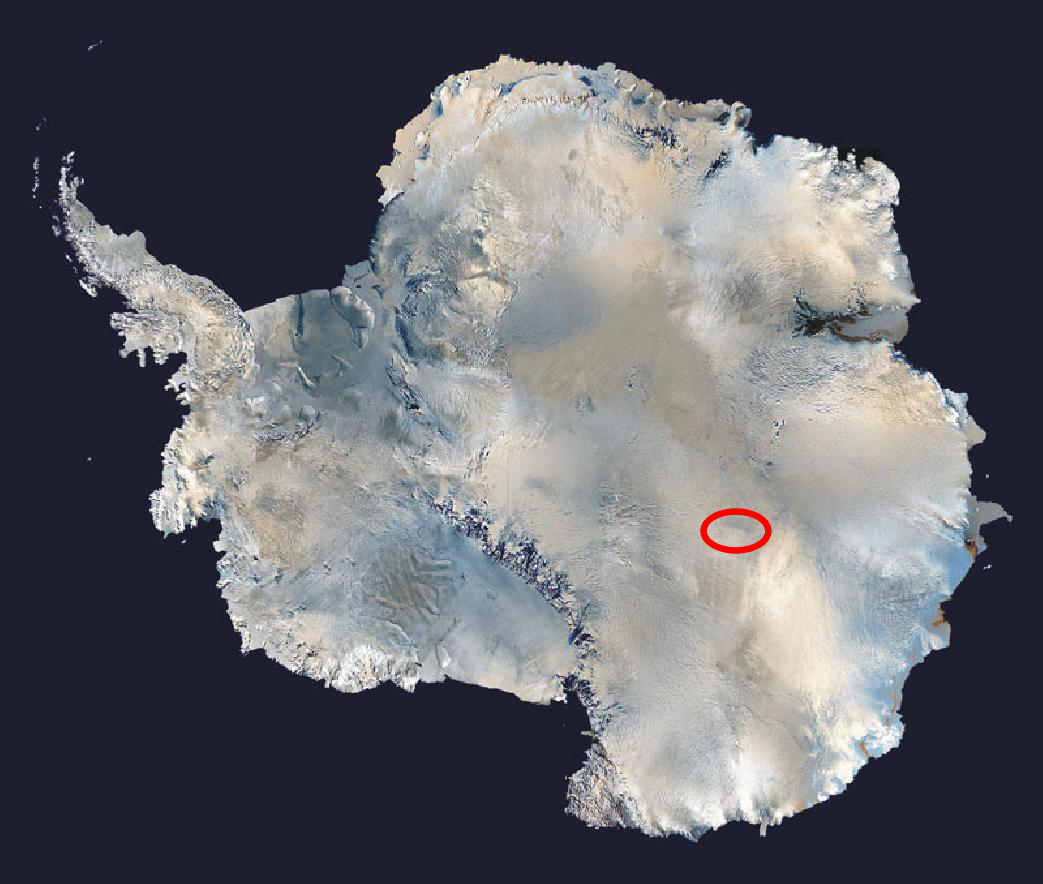
Position des Wostoksees
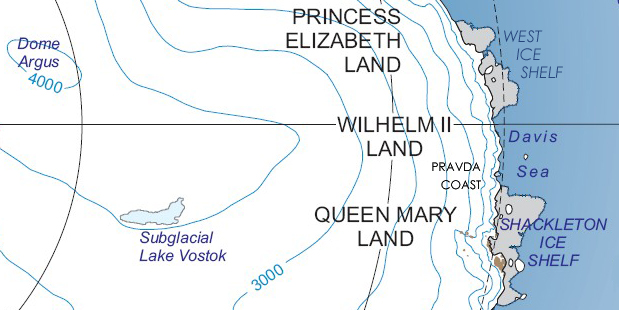
Kartenausschnitt mit Subglacial Lake Vostok
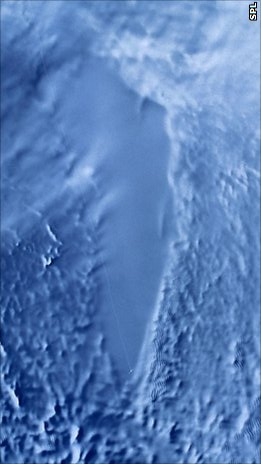
Radaraufnahme (RADARSAT-1) des Wostoksees aus dem All. Das Eis über dem See besitzt eine glatte Oberfläche
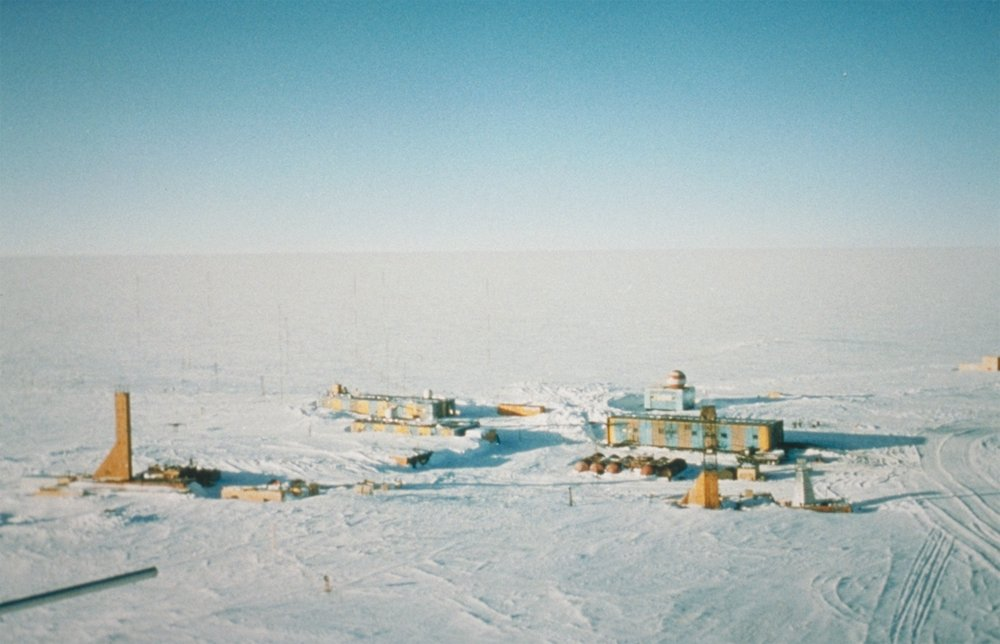
Russische Wostok-Station

- Der Wostoksee ist der größte subglaziale antarktische Süßwassersee. Er liegt in einer Tiefe von bis zu 4100 Meter unter dem Eis und erstreckt sich von der russischen Wostok-Station fast 250 Kilometer nach Norden. Bei der Wostok-Station liegt der Kältepol der Erde. Die tiefste Temperatur betrug während der antarktischen Polarnacht minus 89,2 °C. Der See ist 50 Kilometer breit, die Wassertiefe beträgt bis zu 1200 Meter. Gebildet hat sich See im tektonischen Wostok-Becken in der Gesamtumgebung einer mehrere hundert Kilometer breiten kontinentalen Kollisionszone zwischen dem Gamburtsev-Gebirge und der Dome-Charlie-Region. Man schätzt, dass das Seewasser vor etwa 15 mya durch die Eisdecke versiegelt wurde. Es unterliegt Tidenhüben von bis zu 2 Zentimetern. Trotz des extremen Lebensraum scheint der See eine erstaunliche Artenvielfalt von Kleinst- und Kleinlebewesen zu beherbergen.